# Fuente de la Plaza de España (Barcelona)
La fuente de la Plaza de España es un monumento escultórico situado en el distrito de Sants-Montjuic de Barcelona. Fue creada en 1929 para la Exposición Internacional, con un diseño del arquitecto Josep Maria Jujol y una decoración escultórica de Miguel Blay, Frederic Llobet y los hermanos Miquel y Llucià Oslé. Esta obra está inscrita como Bien Cultural de Interés Local (BCIL) en el Inventario del Patrimonio Cultural catalán con el código 08019/1757.

## Historia y descripción

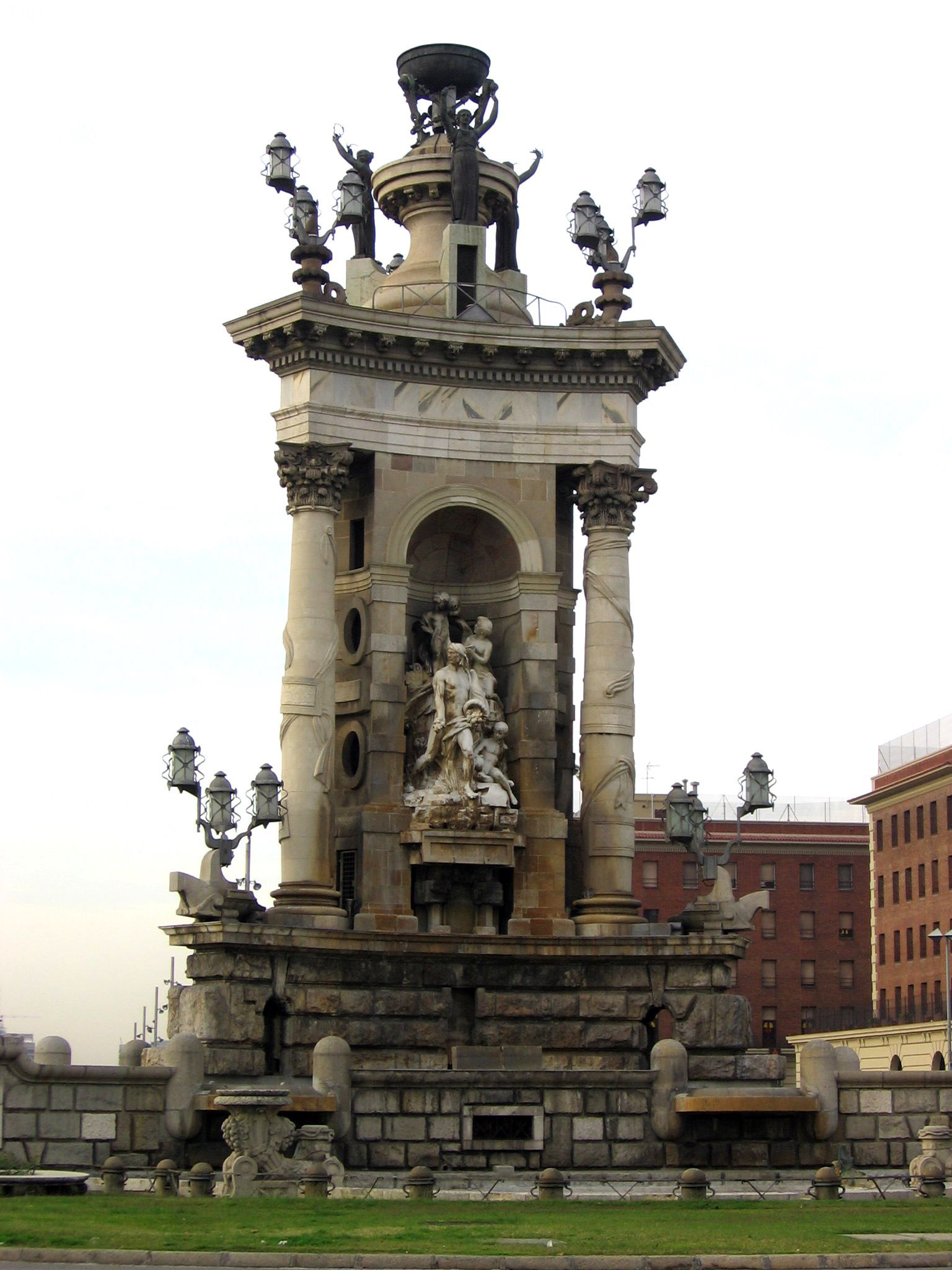
Vista del conjunto.

La Plaza de España fue proyectada por Ildefonso Cerdá en su proyecto de Ensanche como vía de comunicación entre Barcelona y las poblaciones del Bajo Llobregat. Antiguamente se encontraba aquí la cruz de término de la ciudad, en la antigua carretera que conducía a Madrid. Después de un primer proyecto para urbanizar la plaza de Josep Amargós en 1915, finalmente se encargaron de las obras Josep Puig i Cadafalch y Guillem Busquets, continuadas por Antoni Darder desde 1926. Diseñaron un conjunto monumental de forma circular, en torno a un hemiciclo formado por una columnata de estilo barroco, influida en la Plaza de San Pedro del Vaticano de Bernini. En el acceso de la plaza que conduce a la Avenida de la Reina María Cristina se situaron dos altas torres en forma de campaniles, obra de Ramon Reventós, inspirados en el campanile de San Marcos de Venecia.
En el centro de la plaza se colocó una fuente monumental diseñada por Josep Maria Jujol, con una ornamentada decoración escultórica obra de Miguel Blay, Frederic Llobet y los hermanos Miquel y Llucià Oslé. De inspiración clásica, el sentido iconográfico de la obra representa una alegoría poética a España, según el programa establecido por Jujol. Sobre un estanque de planta triangular se sitúa un edículo con tres nichos con grupos escultóricos que simbolizan los ríos que desembocan en los tres mares que rodean la península ibérica: el Ebro para el mar Mediterráneo, el Guadalquivir y el Tajo para el océano Atlántico y unas figuras de adolescentes para los ríos del mar Cantábrico, todos ellos obra de Blay. En los vértices del estanque se hallan tres grupos que representan los frutos y dones de las aguas: la Abundancia, la Salud Pública y la Navegación, obra de los hermanos Oslé. Alrededor del cuerpo central se encuentran tres columnas corintias con diversas figuras y emblemas que simbolizan la Religión (una cruz con Ramon Llull, Santa Teresa de Jesús y San Ignacio de Loyola), el Heroísmo (una espada con Don Pelayo, Jaime I de Aragón e Isabel la Católica), y las Artes (un libro con Ausiàs March y Miguel de Cervantes), todo ello diseñado por Jujol. Remata la obra un pebetero de fuego con tres Victorias, obra en bronce del escultor Frederic Llobet. Por otro lado, al pie del monumento se sitúan seis cartelas con la inscripción en latín Senatus Populusque Barcinonensis (Senado y Pueblo de Barcelona), en imitación del SPQR romano.
Jujol otorgó al diseño de la fuente la monumentalidad de la arquitectura clásica grecorromana y la grandilocuencia de la arquitectura barroca, a la vez que diversos aspectos de la composición relativos a la escala y la métrica recuerdan la obra de Antoni Gaudí —del que era discípulo Jujol— y de Lluís Domènech i Montaner. Todo ello reinterpretado con la óptica jujoliana, como se denota en su gusto por el contraste en los diversos elementos compositivos del conjunto. La organización estructural recuerda una fuente barroca, formada por una base, un cuerpo central que aglutina elementos de la columna conmemorativa clásica y del arco de triunfo, y un ático que combina elementos en piedra y en metal, para enfatizar la divergencia de materiales. La composición se basa en la conjugación de dos figuras geométricas básicas, el círculo y el triángulo, presentes en la tradición iconográfica cristiana. En cuanto a la decoración escultórica, al ser obra de varios autores presenta diversas tendencias estilísticas: las obras de Miguel Blay corresponden a un realismo de corte clasicista, las de los hermanos Oslé se acercan más al novecentismo, y las de Frederic Llobet al art déco de moda en el momento.
Elementos de la fuente
| Nombre                | Autor                | Material                              | Dimensiones                                            | Descripción | Foto |
| --------------------- | -------------------- | ------------------------------------- | ------------------------------------------------------ | --- | ---- |
| Ríos del Mediterráneo | Miguel Blay          | Mármol blanco                         | 5,05 x 2,50 x 2                                        | Los ríos del Mediterráneo están representados por el Ebro, personificado en un joven desnudo, ataviado únicamente por un pañuelo aragonés en la cabeza. A su lado se hallan dos niños que representan sus afluentes, y que sostienen unas vasijas que vierten el agua a la fuente. Al fondo se aprecia la figura de una mujer, como símbolo de la Tierra, que recoge el agua en un cesto que hace fructificar el cuerno de la abundancia que sostiene el personaje principal. En el nicho figuran las inscripciones Tarrac y Caesar, que aluden al pasado romano de esta región, conocida en época clásica como Tarraconensis. El grupo está orientado al este, hacia la Avenida del Paralelo. |      |
| Ríos del Atlántico    | Miguel Blay          | Mármol blanco                         | 4,60 x 2,32 x 2                                        | La vertiente atlántica está simbolizada por el Tajo y el Guadalquivir, representados por dos figuras masculinas: el primero es un hombre maduro con barba, que está sentado sobre una piedra y sostiene una gran jarra en el brazo derecho; el segundo es más joven, y se halla de pie, con una gran concha con la que recoge el agua que le vierte desde arriba un niño que personifica un afluente del Guadalquivir, el Guadalimar. A su vez, otro niño se encuentra de rodillas bajo la gran concha, mirando hacia el otro personaje, por lo que sin duda simboliza el Guadiana, río situado entre los dos. Este grupo está orientado hacia el sur. |      |
| Ríos del Cantábrico   | Miguel Blay          | Mármol blanco                         | 5 x 2,38 x 2,10                                        | Los ríos del Cantábrico están plasmados en una serie de figuras de niños y adolescentes: en la parte superior, un niño que prefigura el Nervión vierte agua sobre una gran concha que sostiene un adolescente situado en la parte izquierda del nicho, que cabría interpretar como la gran ría de Bilbao, donde desemboca el Nervión; a la derecha de la hornacina, una muchacha y dos niños sujetan varias jarras sobre sus hombros, en alusión a la fuente que nutre los ríos Nalón y Narcea; por último, en la parte inferior una mujer recoge todas estas aguas que fluyen a ella, simbolizando el mar septentrional de la península. Este grupo mira hacia el oeste, a la calle Tarragona. |      |
| Salud Pública         | Miquel y Llucià Oslé | Bronce                                | 7,15 x 3,20 x 3,20                                     | Una de las alegorías de los frutos y dones de las aguas es la Salud Pública (o Higiene), situada en el vértice de la calle Tarragona. Colocada sobre un pedestal con la inscripción latina Salus, es una figura femenina coronada por hierbas medicinales y que porta una jarra sobre el hombro izquierdo, junto a una oca y un niño con una concha en la mano. Se trata de la diosa Higía (la Salus romana), hija de Esculapio, que vela por la salud del ser humano. La oca —o el ganso— es un símbolo de la vigilancia, de la atención siempre constante que requiere la salud. Por su parte, la concha que lleva el niño simboliza el agua, un factor fundamental para la higiene. |      |
| Abundancia            | Miquel y Llucià Oslé | Bronce                                | 7,09 x 3,20 x 3,20                                     | Otro don es la Abundancia, ubicada hacia el sur, con la inscripción Abundantia. De nuevo es una figura femenina, con un cesto de frutas en el brazo derecho y una rama en el izquierdo, mientras que a sus pies se halla un haz de trigo y una cabra, probablemente Amaltea, la cabra que amamantó a Zeus y cuyo cuerno rebosaba exuberante de toda clase de frutos. En esta escena también figura un niño, como en los otros dos grupos de los hermanos Oslé. |      |
| Navegación            | Miquel y Llucià Oslé | Bronce                                | 7,41 x 3,20 x 3,20                                     | El último don es el de la Navegación, encarado a la Avenida del Paralelo y con la inscripción Navegatio. Como las anteriores, presenta una figura femenina y un niño: la mujer camina sobre las olas y alza en sus brazos un barco con la vela desplegada, en representación de la Navegación; por su parte, el niño aparece con un pez en la mano derecha y una red en la izquierda, simbolizando la Pesca. Junto a ellos se encuentra un ave marina, seguramente una gaviota. La interpretación iconográfica podría ser la de la ninfa Tetis, una nereida; estas ninfas, hijas de Nereo, habitaban los mares interiores y solían acudir en socorro de los marineros en peligro. Tetis, para evitar su matrimonio con Peleo, adoptó sucesivamente la forma de un pez, de un ave marina, de unas olas y de una llama. |      |
| Pebetero y Victorias  | Frederic Llobet      | Bronce con armadura de hierro forjado | 5,88 x 3,83 (pebetero), 5,37 x 1,53 x 0,90 (Victorias) | La fuente está coronada por un pebetero de fuego y tres Victorias, en forma de figuras femeninas vestidas con túnicas clásicas. Al estar situado sobre las columnas que representan la Religión, las Artes y el Heroísmo, el fuego sintetizaría esos valores, a la vez que supone un contrapunto al elemento al que está dedicada la fuente, el agua. Según el Diario Oficial de la Exposición, el fuego del pebetero simbolizaba «el sacrificio constante de España por la civilización». Este conjunto, del escultor Llobet, está diseñado en un estilo cercano al art déco, el estilo de moda en aquel momento, por lo que es el más moderno de toda la fuente. |      |